# Clasificación de Hinchey
La clasificación de Hinchey se publicó en el año 1987 por el Dr. E John Hinchey, y se diseño para clasificar las complicaciones que se pueden desarrollar en la enfermedad diverticular que abarcan abscesos y peritonitis. Esta clasificación dividió los abscesos en absceso pericólico, absceso distantes enmenados para el drenaje percutáneo, abscesos complejos asociados con una posible fístula, y la peritonitis en peritonitis purulenta y fecal. La clasificación de Hinchey consta de cuatro estadios.

## Estadios
Los estadios I y II hacen referencia a flemón inflamatorio y absceso pericólico, mientras que los estadios III y IV hacen referencia a la peritonitis purulenta y feculenta respectivamente.
| Estadio | Hallazgos                                                     |
| ------- | ------------------------------------------------------------- |
| I       | Absceso pericólico                                            |
| II      | Absceso distante ( pélvico, intraabdominal o retroperitoneal) |
| III     | Peritonitis purulenta                                         |
| IV      | Peritonitis fecal                                             |

## Modificaciones a la clasificación de Hinchey
En el año 1997 Sher et al realizaron la primera modificación agregando el estadio IIa que hace referencia a (absceso distante que puede ser manejable por drenaje percutáneo) y el estadio IIb (absceso complejo asociado a fístula). Luego en el año 1999, Wasvary et al publicaron otro modificación que desde entonces ha sido adoptado ampliamente. Esta modificación amplió la clasificación original de Hinchey al abordar no solo la enfermedad perforada, sino también la enfermedad clínica leve y además hizo una diferencia entre la inflamación pericólico confinada o flemón y un absceso pericólico confinado. 
En el año 2005 Kaiser et al propusieron una modificación de la clasificación de Hinchey según los hallazgos específicos encontrados en la tomografía computarizada. La tomografía computarizada es 100% sensible y específico, mejora al emplearse con contraste y brinda la información detallada sobre las complicaciones de la diverticulitis aguda. Kaiser et al introdujeron el estadio 0 (diverticulitis clínicamente leve), y diferenciaron el estadio I (inflamación pericolónica limitada) y estadio Ib (formación de abscesos). La modificación de la clasificación de Hinchey no solo aborda la diverticulitis perforada, sino que también la enfermedad clínica leve.
| Estadio | Hallazgos                                           |
| ------- | --------------------------------------------------- |
| I       | Absceso pericólico                                  |
| IIa     | Absceso distante (manejable por drenaje percutáneo) |
| IIb     | Absceso complejo asociado a fístula                 |
| III     | Peritonitis purulenta                               |
| IV      | Peritonitis fecal                                   |

| Estadios | Hallazgos                                         |
| -------- | ------------------------------------------------- |
| 0        | Engrosamiento de pared colónica                   |
| Ia       | + cambios en tejido pericólico                    |
| Ib       | Absceso pericólico o mesocólico                   |
| IIa      | Absceso distante manejable con drenaje percutáneo |
| IIb      | Absceso complejo asociado con/sin fístula         |
| III      | Peritonitis purulenta                             |
| IV       | Peritonitis fecal                                 |

| Estadio | Hallazgos                                                     |
| ------- | ------------------------------------------------------------- |
| 0       | Engrosamiento de pared colónica                               |
| Ia      | Flemón (inflamación pericólica confinada)                     |
| Ib      | Absceso pericólico                                            |
| II      | Absceso ( pélvico, intraabdominal o retroperitoneal distante) |
| III     | Peritonitis purulenta                                         |
| IV      | Peritonitis fecal                                             |

## Utilidad
La clasificación de Hinchey sirve para guiar a los médicos en el tratamiento de la diverticulitis aguda complicada y no complicada. La clasificación implica el uso de nuevas estrategias como la del drenaje percutáneo de absceso guiado por tomografía computarizada (TC). En un estudio de diez años y seguimiento medio de 46,5 meses por Kaiser et al, el drenaje percutáneo guiado por tomografía computarizada (TC) tuvo éxito en el 93% de los casos, y el  16,2% de ellos eran susceptibles de drenaje percutánéo.